# ゲーデ
ゲーデ（Guede、Ghede）またはゲデ（Gede）は、ハイチのヴードゥー教における死神。

## 概要
ブラーブ・ゲデとも呼ばれるこのロアは、死とセックスを司るとされており、古ぼけて擦り切れ、破れた黒い山高帽と燕尾服を着た男の姿をし、ギネーと呼ばれる冥府に向かう途中にある「永遠の交差点」に立っているという。生きてきた全ての人間を知っている為、彼は非常に賢明である。その一方でひどく下品な態度や言葉遣いをし、非常に陽気で葉巻と酒が大好物である。 
ローズマリ・エレン・グィリーによれば、彼の象徴は「棺と男根像」である。
各ロアはナシオンあるいはナンチョンと呼ばれるグループに分かれるが、このロアはいかなるナシオンにも属していない。一応、ナシオンはアフリカから伝播した神々をもとにしたラダ群と、ハイチやジャマイカ、ドミニカ共和国での蜂起した奴隷の首長や古参の奴隷であるコンゴの伝える神々で構成されるペトロ群があり、ゲデは奴隷として連れてこられ死んだアボメイの王がロアになったとされる。また立野淳也によれば、彼は「ペトロ群の代表」あるいは「死を司るロア集団の総称」である。
バロン・サメディ（Baron Samedi、土曜男爵）（英語版記事）、バロン・ラ・クロワ（Baron La Croix、十字架男爵）、バロン・シミティエール（Baron Cimetiere、墓地男爵）などの別名をもつ。一説には、この3柱のロアはナシオンの1つ「ペトロ群」に属しており、バロン・ラ・クロワはママン・ブリジット英語版記事との間にゲデを産んだとされる。
11月1～2日に行われる、「Fette Gede」と呼ばれる祝祭では、ティギニンと呼ばれる信徒は墓地へ集まり、頭蓋骨、花綱、キャンドルが添えられた十字架へ、ラム酒が注がれる。その儀礼において「馬に乗る」と表現される人間へ憑依したゲデは、その口を借り、卑猥な冗談を喋り、主に他教の外国人へからかいの言葉を投げる。その際に檀原照和は彼（が憑依した人物。「馬」というフランス語で称される）へチップを提供するのが礼儀と言っている。
バロン・サメディも同じ日を祭日とするものの、両者が同じ装束で表される以外に、バロン・サメディは「カラスを踏む聖エクスペディトゥス」の聖画か「十字架上のイエス」で、ゲデは「聖ジェラール」で表される点に相違がある。
また、生と死の間の仲介者とも言われる。この、「ヴードゥー教の全体」を展開する中心であるゲーデ崇拝は、死を「生の一部」とし、幽霊や蘇る死体などの信仰を持たないアフリカ信仰体系を襲うヴードゥーにおいて、主に生殖を司り葬礼にはあまりウェイトを置かない。にも拘らず彼を「死を司る」と表現する点において檀原照和は「西欧により歪められた宗教観」だとしている。